# Gy-en-Sologne
Gy-en-Sologne é uma comuna francesa na região administrativa do Centro, no departamento Loir-et-Cher. Estende-se por uma área de 34,92 km². Em 2010 a comuna tinha 511 habitantes (densidade: 14,6 hab./km²).